# 李亚杰
李亚杰（2002年7月16日—），山西阳高人，中国女子跳水运动员，2022年世界游泳锦标赛女子1米跳板金牌得主、2023年世界游泳锦标赛女子1米跳板银牌得主。